# Ni Dieu ni maître. Auguste Blanqui, l’enfermé
Pour les articles homonymes, voir Ni Dieu ni maître.

Ni Dieu ni maître. Auguste Blanqui, l’enfermé est une bande dessinée française de type biographique, réalisée par Maximilien Le Roy (scénario) et Loïc Locatelli Kournwsky (dessin et couleur), publiée chez Casterman en 2014. 

## Synopsis
1877 : un journaliste vient rendre visite à l'opposant Auguste Blanqui pour tenter de faire un article sur lui,. Emprisonné lors du déclenchement de la Commune de Paris alors qu'il se reposait en province  près de Cahors chez un ami médecin, celui-ci a été par la suite condamné à la détention perpétuelle pour ses idées politiques. Blanqui refuse dans un premier temps de recevoir ce journaliste qu'il traite de pisse-papier avant de se raviser devant son insistance et de consentir à raconter l'histoire de sa vie. Le lecteur est embarqué dans le récit par la voix de Blanqui lui-même...

## Critiques
La sortie de l'album est accueillie plutôt positivement par les médias, notamment par le chroniqueur Eric Libiot de l'Express pour qui on a un « album qui éclaire la vie mouvementée de cet insoumis peu connu ». Cependant, certains sites bédéphiles sont moins enthousiastes, ainsi pour M.Ellis (BoDoï), l'album est une « biographie qui laisse finalement perplexe car les auteurs, hélas, passent un peu à côté de leur sujet, faute de s’attarder assez sur ce qui fait vraiment exception ».